# Залп

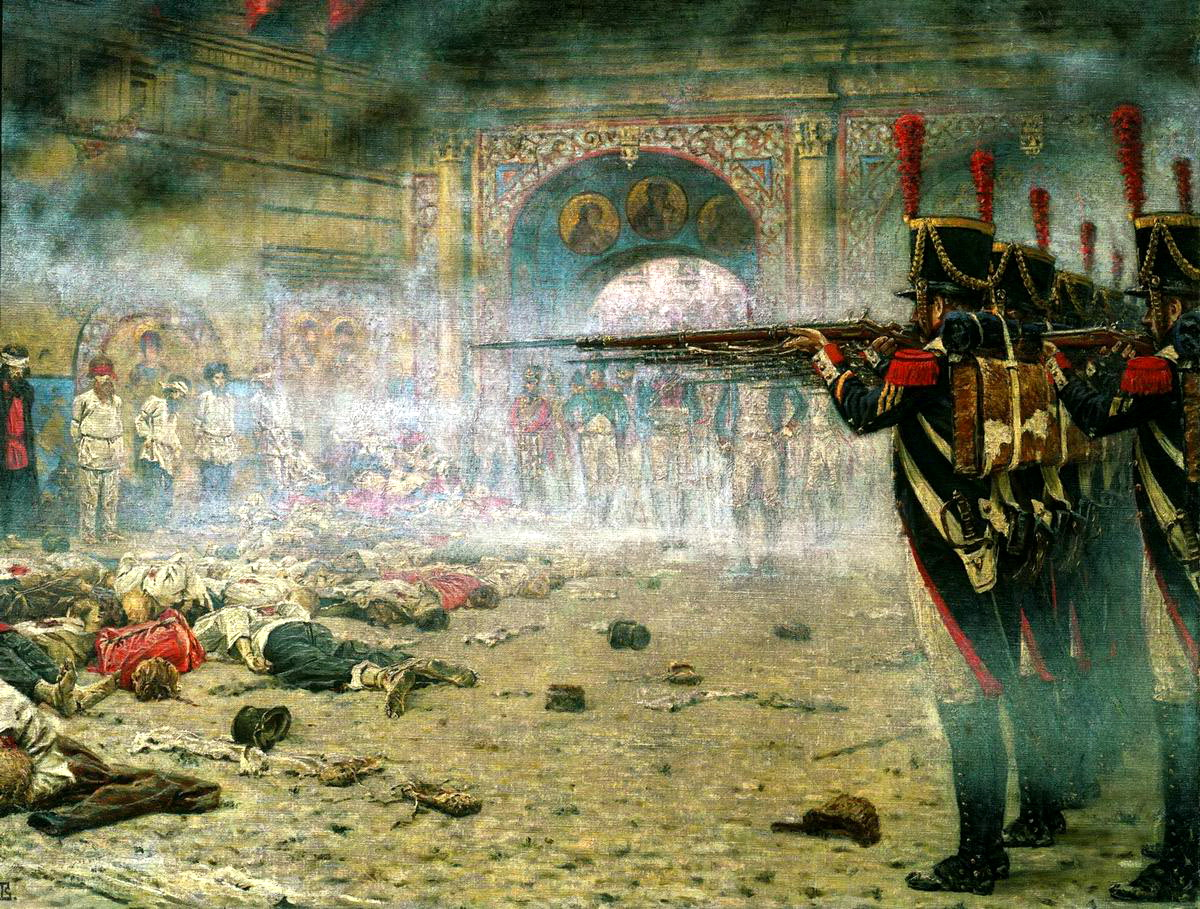
Стрільба залпом, картина В. В. Верещагіна, Розстріл французами підпалювачів у Москві, 1812 рік.

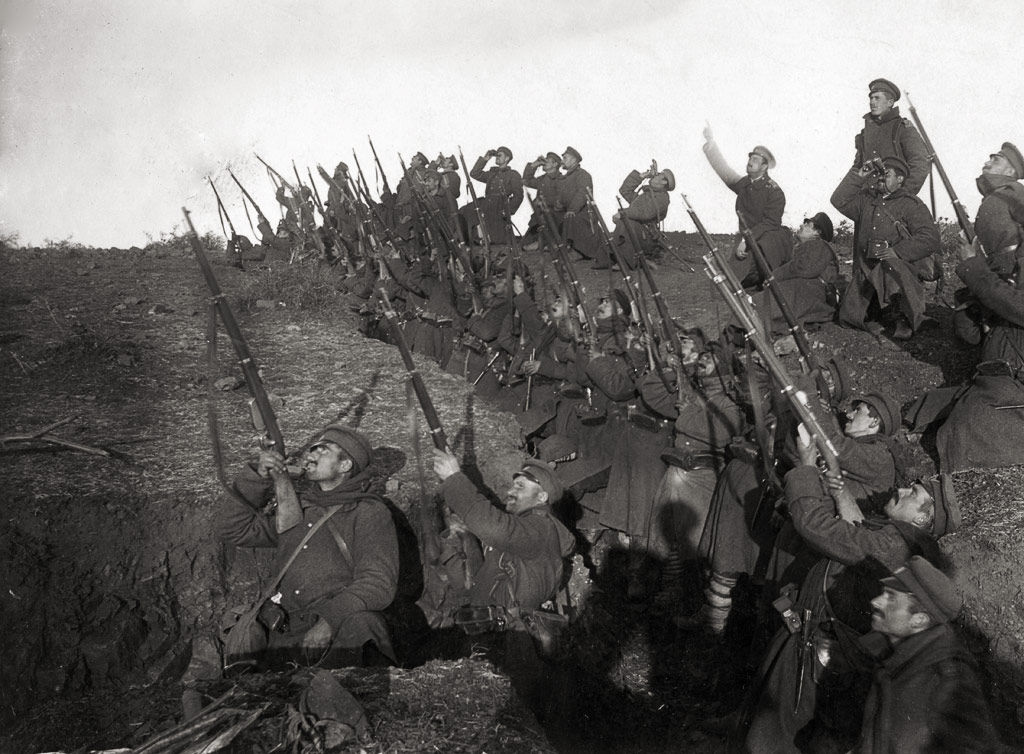
ПСВ: Болгарські піхотинці у готовності зробити залп по літаку супротивника.

Залп — одночасний постріл з кількох рушниць або артилерійських гармат.
Також називається залпова стрільба, стрільба залпом.

## Історія

### Стрілецька зброя
У Російській армії, за Петра Першого, статутами для основного формування піхотних людей — роти, були визначені види стрільби. Одним із таких видів була стрільба залпом, коли вся рота стріляла одночасно.
Нечисленні вигоди від залпової стрільби зі стрілецької зброї полягають у сильному психологічному ефекті на супротивника, контролі за витратою боєприпасів і можливістю візуально встановити місце падіння великого числа куль, на відміну від падіння окремих снарядів (іноді з цією метою залп вживався для пристрілки). Залп також застосовується, коли через далеку відстані не можна розраховувати на ефективну стрільбу або ж коли ціль досить значна за розмірами. При розстрілах залп «розмазував» відповідальність за вбивство. Згідно з дореволюційними джерелами, стрільба із зімкнутого строю проводилася «завжди залпами, адже тільки така стрільба відповідає духу зазначеного строю».

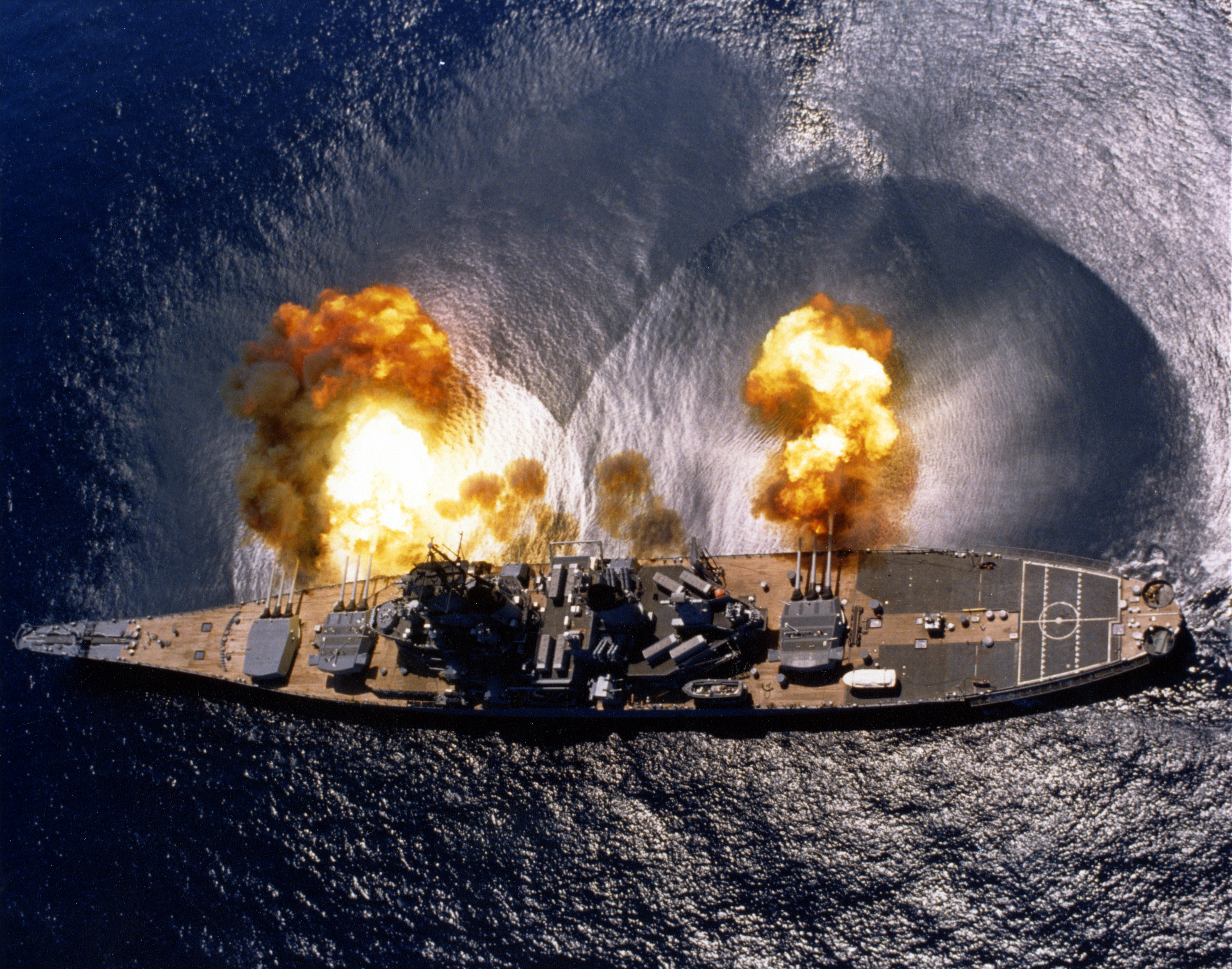
Артилерійський залп лінкора «Айова»

Влучність при залповій стрільбі відчутно зменшується, оскільки при цьому кожен стрілець обмежений вибором часу для здійснення пострілу і може не встигнути прицілитися до моменту залпу, або в цей момент ціль, яку він обрав, зникла за укриттям. Ефективність ураження знижується також внаслідок кількаразового попадання в одну ціль та ігноруванні інших.
З моменту появи вогнепальної зброї, аж до початку XX століття, в Російській імператорській армії залпова стрільба була основною тактикою піхоти. Тим часом, в іноземних арміях значення залпового вогню знизилося відразу після прийняття на озброєння швидкострільних рушниць і особливо після англійського досвіду бурської війни, після якої статути найбільших іноземних армій допускали застосування залпового вогню лише у виняткових випадках.
Після російсько-японської війни 1905 року погляд на значення залпів істотно змінився і в Російській імперії: настанова для навчання стрільбі 1909 року відводить ще багато місця залповому вогню, але вже в повчанні для ведення бою піхотою від 1910 року запроваджується додаткова вказівка застосовувати залповий вогонь «вкрай рідко та обачно».

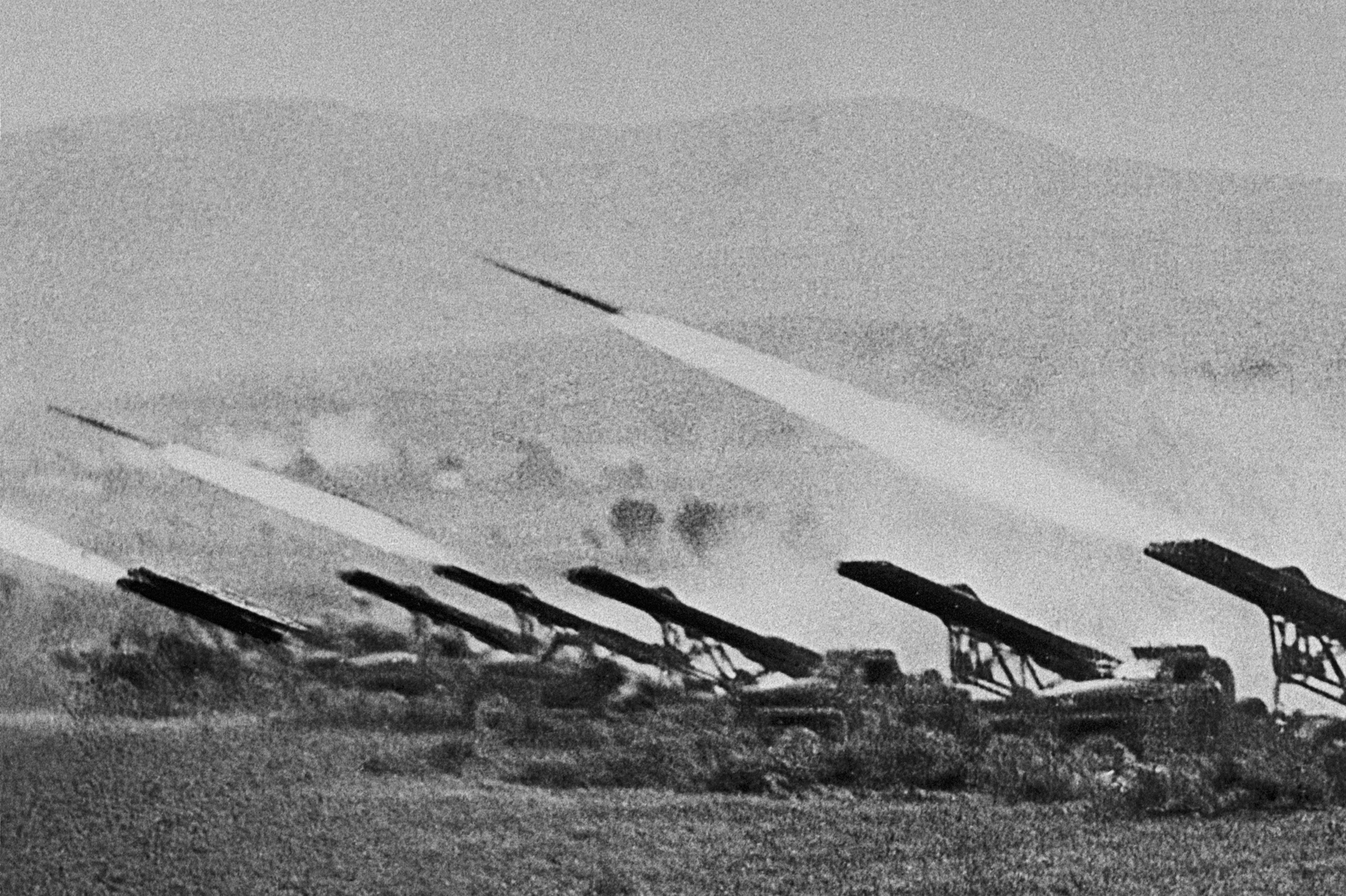
Друга світова війна: Сталінградська битва. Мінометний залп «Катюш»

### З гармат
При стрільбі з гармат залп ще зберігає значення як психологічного впливу на ворога, так і в сенсі сильної руйнівної дії при сукупному попаданні декількох снарядів і маси уражень за короткий проміжок часу (див. Артпідготовка), але безпосередньо під час бою вже в першій половині XX століття залповий вогонь артилерії практично перестав застосовуватися, поступаючись місцем побіжному вогню. Останньому також сприяла поява систем залпового вогню.
Стрільба залпом з артилерії повинна проводитись, тільки коли є реальна потреба (важливість цілі) і якщо гармати пристріляні. Зокрема, при обороні, коли противник не знає про наявність (або недооцінює кількість) артилерії. В такому випадку одночасний вогонь дозволяє завдати противнику максимальної шкоди, доки він не змінить тактику. Залп відбувається по команді або автоматично, за допомогою електричних пристроїв і запалів; автоматичний залп використовується артилерією в укріпленнях і корабельною артилерією.